# Ruaudin
Ruaudin è un comune francese di 3 370 abitanti situato nel dipartimento della Sarthe nella regione dei Paesi della Loira.

## Società

### Evoluzione demografica
Abitanti censiti

## Amministrazione

### Gemellaggi
- Uggiate con Ronago